# Elżbieta Kryńska
Elżbieta Kryńska, Lula Kryńska, także Lula Dorey (ur. 22 czerwca 1914 w Kozielcu, zm. po 1971 w Caracas) – przedwojenna polska aktorka teatralna i filmowa.

## Życiorys
Była córką prezesa Ziemskiej Uprawy w guberni czernihowskiej, a następnie radcy w Ministerstwie Przemysłu i Handlu Witolda Kryńskiego i śpiewaczki Olgi z Schmidów. W 1920 przybyła wraz z rodzicami do Warszawy, a po kilku latach została wysłana do Państwowego Gimnazjum Żeńskiego im. Królowej Jadwigi, gdzie w maju 1932 zdała maturę. We wrześniu 1932 została przyjęta do Wyższej Szkoły Handlowej w Warszawie, lecz 22 maja 1933 została skreślona z listy studentów. 
Już w sezonie 1932/1933 podróżowała po Polsce z zespołem operetki warszawskiej ze spektaklami Izabella i Peppina. W 1934 zdała egzamin eksternistyczny w Państwowym Instytucie Sztuki Teatralnej i została aktorką stołecznego teatru Ateneum, gdzie występowała do 1938 z przerwą w latach 1935–1936, kiedy to grała w Teatrze Malickiej. W teatrze Ateneum zagrała m.in. w sztukach Typ A, Cieszmy się życiem i Szóste piętro. W 1938 dołączyła z kolei do zespołu Cyrulika Warszawskiego, w którym pojawiła się w sztukach Naokoło Cyrulika i Kochajmy zwierzęta. Latem 1939 podróżowała ze swoim narzeczonym Mieczysławem Cybulskim po Polsce ze spektaklem Awantura jednej nocy, a we wrześniu 1939 miała dołączyć do obsady nowo utworzonego teatrzyku Figaro, który nie został otwarty z powodu wybuchu II wojny światowej. 
W latach 1934–1938 wystąpiła w sześciu polskich filmach: Pieśniarz Warszawy (1934), Przebudzenie (1934), Kocha, lubi, szanuje (1934), Za winy niepopełnione (1938), Kobiety nad przepaścią (1938) i Druga młodość (1938). W latach 1933–1935 posługiwała się pseudonimem artystycznym „Lula Dorey”. Być może już w 1929 zagrała jako „Lili Dorey” w toruńskim filmie Panienka z chmur, lecz nie ma jednoznacznych dowodów, że chodzi o tę samą osobę. 
W latach 1932–1934 brała udział w rozmaitych konkursach piękności. W 1932 zdobyła tytuł Królowej Morza, a latem 1933 została ogłoszona Królową Wisły. Na początku 1933 jej fotografia została opublikowana na łamach dziennika „Chicago Tribune” w ramach międzynarodowego konkursu piękności z okazji otwarcia światowej wystawy w Chicago. W styczniu 1934 zdobyła tytuł „Najpiękniejszej” w konkursie na królową magazynu filmowego „Kino”, dzięki czemu zagrała rolę krakowianki w filmie krótkometrażowym Piękne Polki w reżyserii Ryszarda Biskego. W styczniu 1938 na XVI Balu Mody w Hotelu Europejskim w Warszawie zdobyła tytuł wicekrólowej mody, a rok później na kolejnym Balu Mody tytuł wicekrólowej piękności.
W latach 1940–1941 występowała na deskach teatru jawnego Komedia i w kabarecie artystycznym Bohema, lecz w połowie 1941 zrezygnowała z artystycznej kariery. Na początku 1944 jeden z działaczy wywiadu Armii Krajowej złożył doniesienie na temat domniemanej współpracy Kryńskiej z okupantem niemieckim, lecz 20 marca 1944 jej sprawa została odroczona z powodu braku cech ciężkiego przestępstwa. Po wojnie aktorka wyemigrowała do Wenezueli, gdzie pracowała jako bibliotekarka w bibliotece uniwersyteckiej w Caracas. W 1971 planowała przyjechać w odwiedziny do Polski, lecz nie zachowały się informacje, czy zrealizowała swoje plany. 
Trzykrotnie wchodziła w związki małżeńskie. 28 stycznia 1935 w kościele św. Krzyża w Warszawie wyszła za mąż za obywatela ziemskiego Stanisława Schneidera, lecz małżeństwo po kilku latach zakończyło się rozwodem. W latach 1938–1939 była zaręczona z aktorem Mieczysławem Cybulskim. Na przełomie 1939 i 1940 poślubiła Kopczyńskiego, z którym rozstała się po dwóch latach. Najprawdopodobniej w 1942 została żoną niemieckiego adwokata Gerharda Schmidta.
W niektórych publikacjach bywa mylona z aktorką Ewą Kryńską, żoną aktora Leona Rytowskiego, która w latach 1940–1941 występowała w Teatrze Polskim w Białymstoku i Teatrze Polskim w Grodnie, a w następnie zginęła w getcie warszawskim.

## Filmografia
- Panienka z chmur (1929, udział niepewny)
- Pieśniarz Warszawy (1934)
- Przebudzenie (1934)
- Kocha, lubi, szanuje (1934)
- Za winy niepopełnione (1938)
- Kobiety nad przepaścią (1938)
- Druga młodość (1938)